# Louis Daguerre

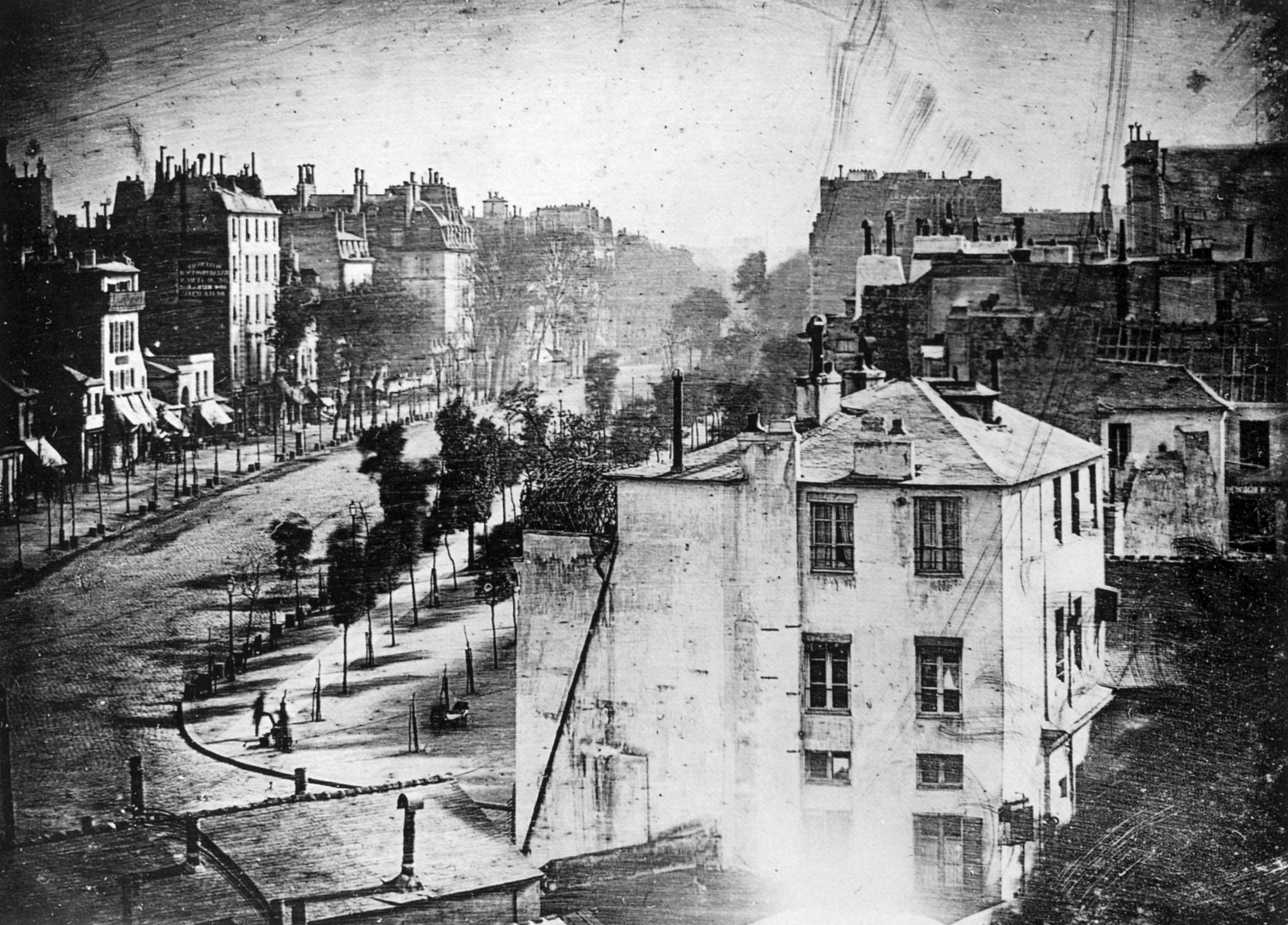
„Boulevard du Temple“, kterou vyfotografoval Daguerre na konci roku 1838 nebo začátkem 1839 v Paříži, byla první fotografií s člověkem; fotografie zobrazuje rušnou ulici, ale kvůli více než desetiminutové expozici jsou pohybující se objekty rozmazané. Výjimku tvoří muž, který si nechává čistit boty

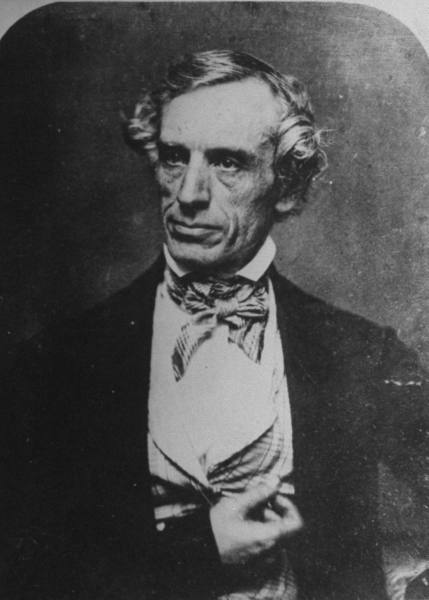
Louis Daguerre: Samuel Morse, 1845

Louis-Jacques-Mandé Daguerre [lui žak mande dagér] (18. listopadu 1787, Cormeilles-en-Parisis — 12. července 1851, Bry-sur-Marne) byl francouzský malíř a vědec, který ve třicátých letech 19. století vyvinul první praktickou metodu fotografování — daguerrotypii. Vynalezl také jako první diorama a polyorama. Je považován za jednoho z průkopníků a otců fotografie, spolu s Nicéphorem Niepcem, Williamem Foxem Talbotem, Hippolytem Bayardem a Hérculem Florencem.

## Životopis
Narodil se ve městě Cormeilles-en-Parisis vzdáleném 17 km od centra Paříže ve Francii 18. listopadu 1787. Vyučil se malířem divadelních dekorací a v letech 1807—1819 asistoval pařížskému malíři panoramat a pracoval jako scénograf v divadlech, mezi jinými i v pařížské Opeře. Roku 1820 založil vlastní podnik, měl mnoho zakázek a byl velmi žádaný. Roku 1822 představil vlastní vynález — diorama, rafinované malby na několika tenkých plátnech umístěných za sebou. Dozvěděl se o pokusech Josepha Nicéphora Niepce, průkopníka fotografie a navázal s ním spolupráci na rozvoji metody uchování obrazu z camery obscury. Niepce s Daguerrem uzavřel smlouvu, ve které starý Niepce počítal se svým synem Isidorem. Po smrti Niepceho roku 1833 pokračoval v úsilí o vytvoření praktického způsobu fotografování sám, a až v roce 1837 vyvinul praktický způsob fotografování, dnes pojmenovaný daguerrotypie. Daguerrovou metodou se obraz zaznamenával na desku potaženou jodidem stříbrným, přičemž expozice trvala asi 15 až 20 minut. Daguerrovo oznámení nového vynálezu vyvolalo senzaci, jeho výstavu v Paříži navštívily zástupy lidí. Vznikaly nové portrétní ateliéry, které metodu obrázků na kovové podložce používaly.
Daguerra navštívil při své návštěvě Paříže v roce 1839 Samuel F. B. Morse a velmi se zajímal o jeho vynález daguerrotypie a dioramata. Morse napsal dopis s popisem tohoto vynálezu redaktorovi časopisu New-York Observer. Daguerrotypie se podobně jako telegraf později rozšířila do celého světa.
Dalšího zdokonalení fotografického procesu dosáhl anglický vědec William Henry Fox Talbot, který si nechal kalotypii patentovat 8. února 1841.
V Paříži se ve čtyřicátých letech osobně setkal s ruským vynálezcem Sergejem Levickým, se kterým si vyměnili celou řadu nápadů v technické oblasti fotografického vývoje. Daguerre, který již slyšel o talentovaném ruském fotografovi, se s Levickým setkal srdečně rád a s velkým zájmem.
Daguerre zemřel v Bry-sur-Marne, 12 km od centra Paříže, kde se dnes nachází jeho hrob. Je jedním ze 72 významných mužů, jejichž jméno je zapsáno na Eiffelově věži v Paříži.
| „                    | Protože nám fotografie zaručuje naprostou přesnost, je fotografie uměním. | “ |
| — Charles Baudelaire |                                                                           |   |

## Soutěž s Talbotem
Práce na procesu daguerrotypie probíhala ve stejné době, kdy pracoval na kalotypii William Fox Talbot v Anglii. Oba muži věděli, že pracují na procesu, který měl být ve světě umění převratný.
Dne 22. ledna 1839 se o Daguerrově práci doslechl Angličan John Herschel a bez znalosti dalších podrobností byl již za několik dní schopen vytvářet vlastní fotografie. Asi za deset dní poté Herschela navštívil jeho krajan Fox Talbot, aby se dozvěděl více o ustalování fotografií. Herschel objevil schopnost sirnatanu sodného rozpouštět halogenidy stříbra, ale informoval o tom také Daguerra. Ten tohoto objevu využil pro lepší zafixování svých fotografií, které doposud ustaloval pouze roztokem kuchyňské soli.
Daguerre si nechal 12. srpna 1839 registrovat patent v Británii, aby tam svůj vlastní vynález ochránil (že vynález bude Free to the World - celosvětově volně k užití prohlásila Francie týden před tím!), což vývoj fotografie v této zemi značně zpomalilo. Velká Británie měla být jediným státem, ve kterém měl patent platit. V Anglii ji mohl volně používat pouze Daguerrův student, Francouz Antoine Claudet.
Daguerre po svém vynálezu již vydělávat peníze na živobytí nemusel, protože dostával penzi od francouzské vlády.
Fox Talbot do svého procesu kalotypie investoval značné množství peněz (přibližně 5000 liber v tehdejší měně; roku 1830) a pro britské fotografy, kteří ji používali místo daguerrotypie, licencoval proces zdarma. Kalotypie je charakteristická velkým kontrastem, ostrým obrazem a papírovými negativy. Ve 40. letech 19. století kalotypie definitivně nahradila originální daguerrotypii.
| „                                       | Myslím, že ty snímky, které dělá ve Francii Daguerre, se zcela podstatně liší od anglické heliografie. | “ |
| — Konstantin Vladimirovič Čibisov, 1987 | |   |

## Spor s Niépcem a Bayardem

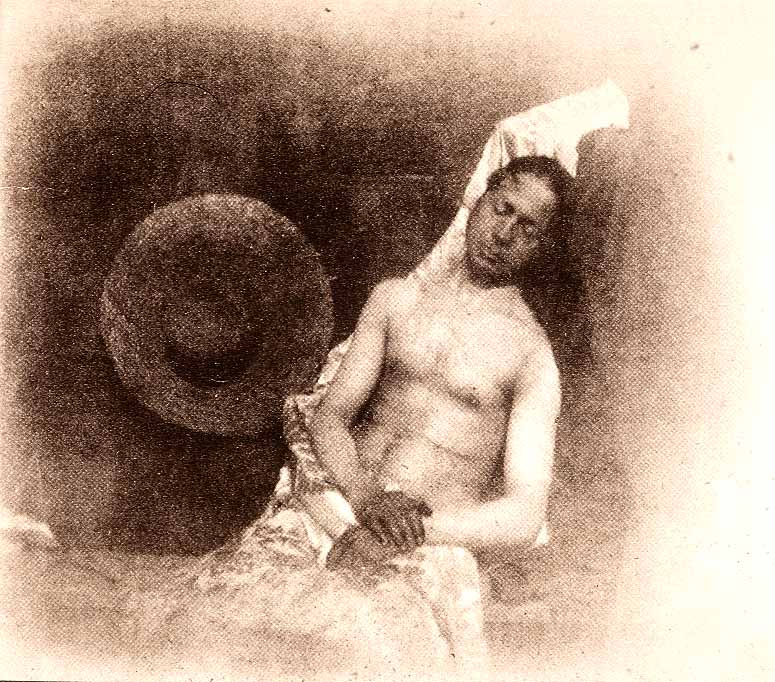
Hippolyte Bayard: „Sbohem, krutý světe!“, 1840

Na začátku roku 1829 začal Daguerre spolupracovat na zdokonalení fotografického procesu s Josephem Nicéphorem Niépcem. Niepce s Daguerrem uzavřel smlouvu, ve které starý Niepce počítal se svým synem Isidorem. Partnerství trvalo až do Niépceho smrti v roce 1833. Daguerre dále pokračoval v experimentech a v roce 1839 zveřejnil svůj nový proces na pořizování fotografií, který po sobě nazval daguerrotypie.
Daguerre požádal o pomoc svého přítele, vlivného tajemníka francouzské akademie věd Dominiqua Araga, aby představil daguerrotypii na zasedání Francouzské akademie věd. Zpráva mezi vědci vzbudila senzaci a rozlétla se do celého světa. Arago pravděpodobně přiměl dalšího tehdejšího vynálezce fotografie Hippolyta Bayarda, aby střežil svůj vynález pozitivního procesu v tajnosti. Arago pak rychle prosadil návrh, aby francouzská vláda koupila práva tohoto vynálezu od Daguerra. Dne 15. června 1839 podepsal král Ludvík Filip zákon, kterým byla Daguerrovi přiznána doživotní penze 6000 franků a Niepcovu synu Isidorovi 4000 franků. Téhož roku dne 19. srpna byl vynález fotografie vyhlášen na zasedání akademie věd a připadl státu.
Tři roky před Daguerrem a šest let po Niépcovi, použil mechanismus negativ/pozitiv francouzsko - brazilský vynálezce Hércules Florence.
Na mnoho let se tak Niépcemu ani Bayardovi nedostalo uznání za něco, co ve skutečnosti bylo jejich vynálezem. Niépceho syn bojoval a snad i nakonec zvítězil v boji o uznání svého otce za tento vynález, avšak Niépceho ani Bayardovo jméno nebylo nikdy tak slavné jako Daguerrevo. Bayard dokonce naaranžoval svou sebevraždu na protest proti nedostatku oficiálního uznání jeho podílu na vynálezu fotografie.

## Daguerrotypie

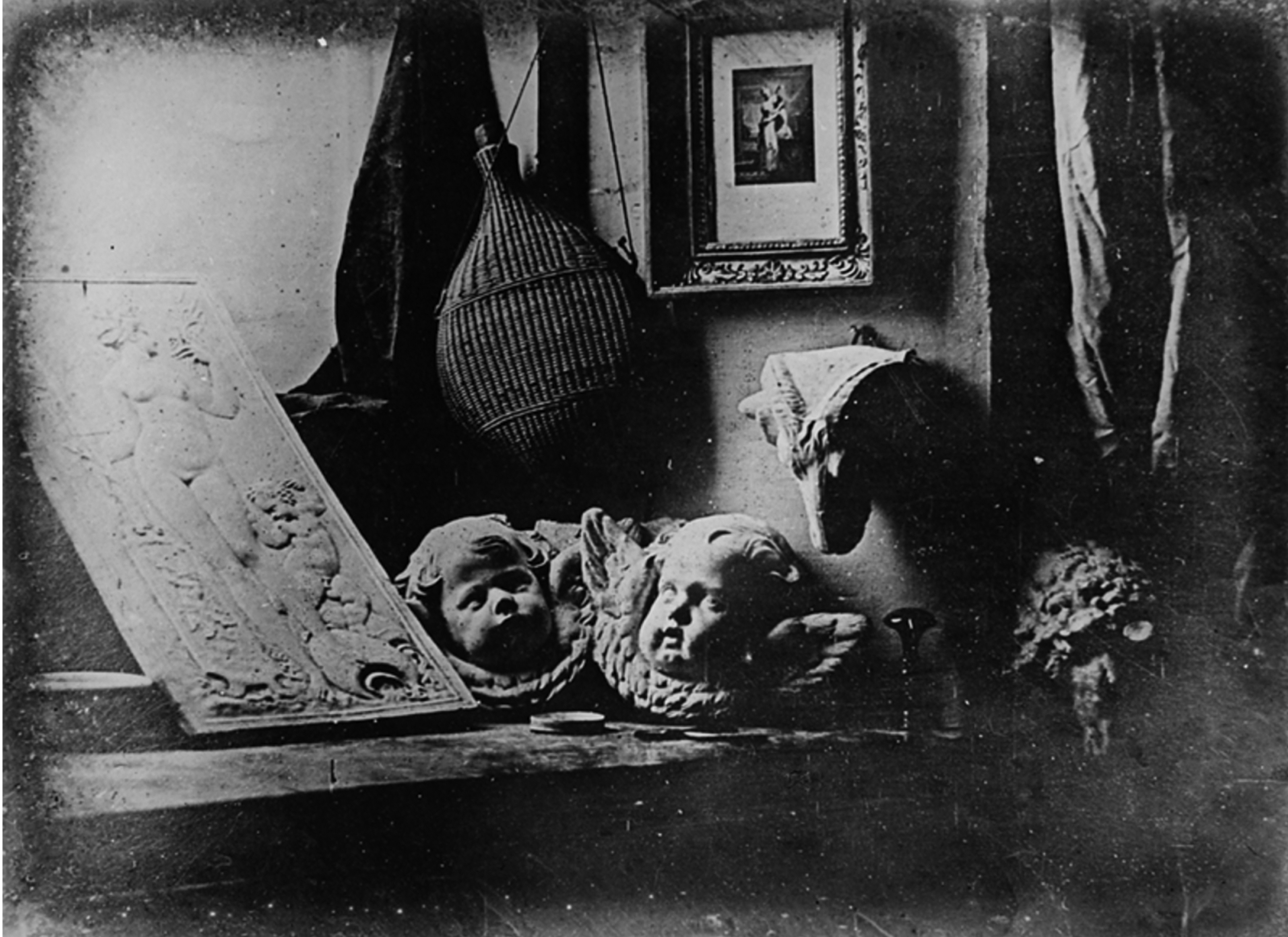
Nejstarší dochovaná daguerrotypie z roku 1837 zobrazuje zátiší z Daguerrova ateliéru

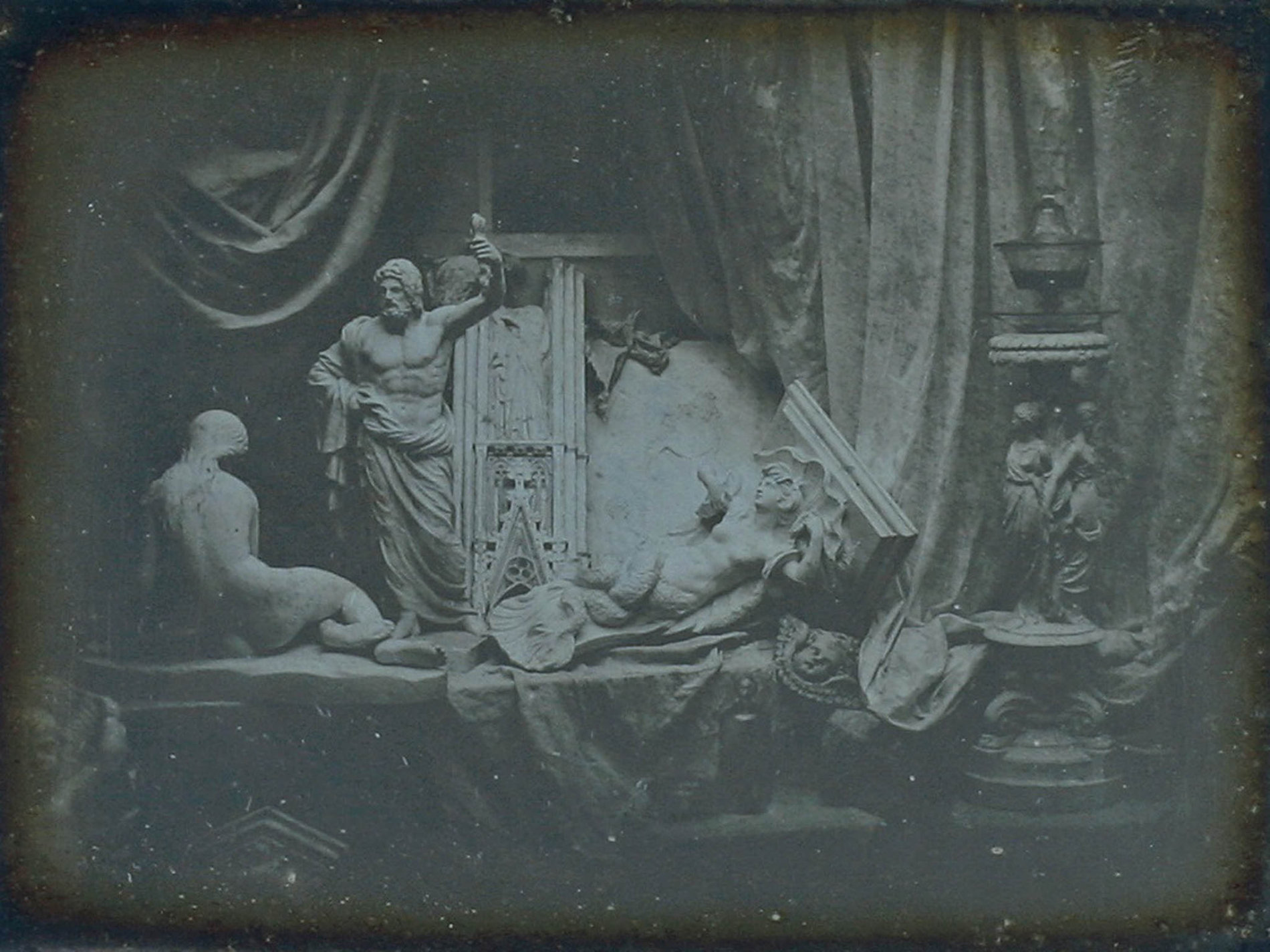
Kynžvartská daguerrotypie – zátiší z roku 1839

Louis Daguerre vynalezl první prakticky užívanou komplexní metodu fotografie, kterou pojmenoval daguerrotypie. Technika daguerrotypie, vycházející z heliografie, používala jako médium destičku ze stříbra nebo silně postříbřené mědi, která se vložila do zvláštní skříňky nad misku s krystaly jódu. Tenká povrchová vrstva se působením par jódu změnila na jodid stříbrný citlivý na světlo. Pro expozici se používala camera obscura. Osvícení trvalo podle intenzity světla od několika minut do několika hodin. Světlo na destičce redukovalo jodid stříbrný zpět na stříbro, které mělo černou nebo tmavohnědou barvu. Exponovaná destička pak byla v temnotě přenesena do skříňky, kde na ni působily páry rtuti, které na osvětlených místech vytvořily se stříbrem amalgám mléčně bílé barvy. Obraz pak byl ustálen v roztoku chloridu sodného nebo thiosíranu sodného. Daguerre použil metodu ustalování na základě objevu Johna Herschela, který zveřejnil proceduru na výrobu ustalovače o dvacet let dříve - v roce 1819.
Citlivost procesu daguerrotypie vylepšil Daguerrův student Antoine Claudet pomocí chloru (namísto bromu) a navíc kromě jódu získal větší rychlost chemické akce - tedy kratší expoziční čas. Také vynalezl červené (bezpečné) osvětlení fotografické temné komory.
| „                | Dobrá daguerrotypie má - díky dlouhé době expozice - tak něžný a měkký charakter, jaký podle mého názoru pozdější fotografie už nikdy neskýtala. | “ |
| — Neznámý autor. | |   |

### Daguerrotypie v Čechách
Daguerre osobně věnoval jedno své zátiší, zvané Kynžvartská daguerrotypie z roku 1839 – tedy ve stejném roce, kdy byla daguerrotypie patentována – s motivem uměleckého ateliéru a s vlastnoručním věnováním kancléři Metternichovi. Dnes je majetkem zámku Kynžvart. Další původní snímek Královského paláce v Paříži z roku 1839, také fotografovaný Daguerrem, se nachází ve fotografické sbírce Národního technického muzea.

## Daguerre jako malíř dioramat

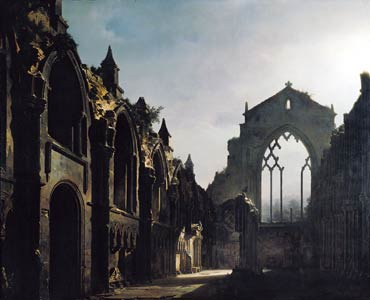
Olejomalba dioramatu The Ruins of Holyrood Chapel (Ruiny kaple v Holyroodu), 211 × 256 cm, 1824

Daguerre maloval panoramata, dioramata, obrazy a vytvářel scény pro pařížská divadla. Vybíral si většinou témata krajin, interiéry, kaple nebo sopky. Daguerre se velmi zajímal o kontrast světla a stínu, který podrobně rozvinul ve svých dioramatech i daguerreotypiích.
Malby na dioramatech nanášel na tenké průsvitné plátno. K obrazu často přidával reálné rekvizity aby posílil zážitek diváka. Obraz byl osvětlován zepředu i zezadu, aby byl naznačen postupný přechod z denního světla na večerní. Světlo se také používalo při objevování a mizení herců a hereček. Když byla dokončena jedna scéna hry, hlediště se otočilo k jinému obrazu na jevišti. Tato dioramata se používala v rané době filmu a byla velmi populární. První diorama bylo představeno v Paříži v roce 1822. Jeho úspěch byl tak velký, že byl Daguerre požádán aby vytvořil další diorama pro Londýn. To bylo nakonec představeno v parku East Square roku 1823.
Díky vysokému zájmu o cestování a zejména návštěvám zřícenin a malebných míst v 18. století se stala Daguerrova dioramata velmi populární zejména mezi lidmi té doby. Těm, kteří neměli možnost cestovat, dioramata nabídla zážitek téměř podobný reálné návštěvě, zatímco ostatním pomohlo oživit jejich vzpomínky a emoce.
Původní diorama se dnes nachází v kostele v Bry-sur-Marne (součást Paříže). Diorama neustále mění svou podobu — napodobuje denní nebo noční světelnou atmosféru.

## Sochy a pomníky
Roku 1890 nechala k 50. výročí vynálezu fotografie ve Spojených státech postavit sochu Společnost profesionálních fotografů. Socha stojí nedaleko Národní portrétní galerie ve Washingtonu a autorem je sochař Jonathan Scott Hartley. Sochu slavnému umělci postavili také ve francouzském Cormeilles-en-Parisis, Val d'Oise.

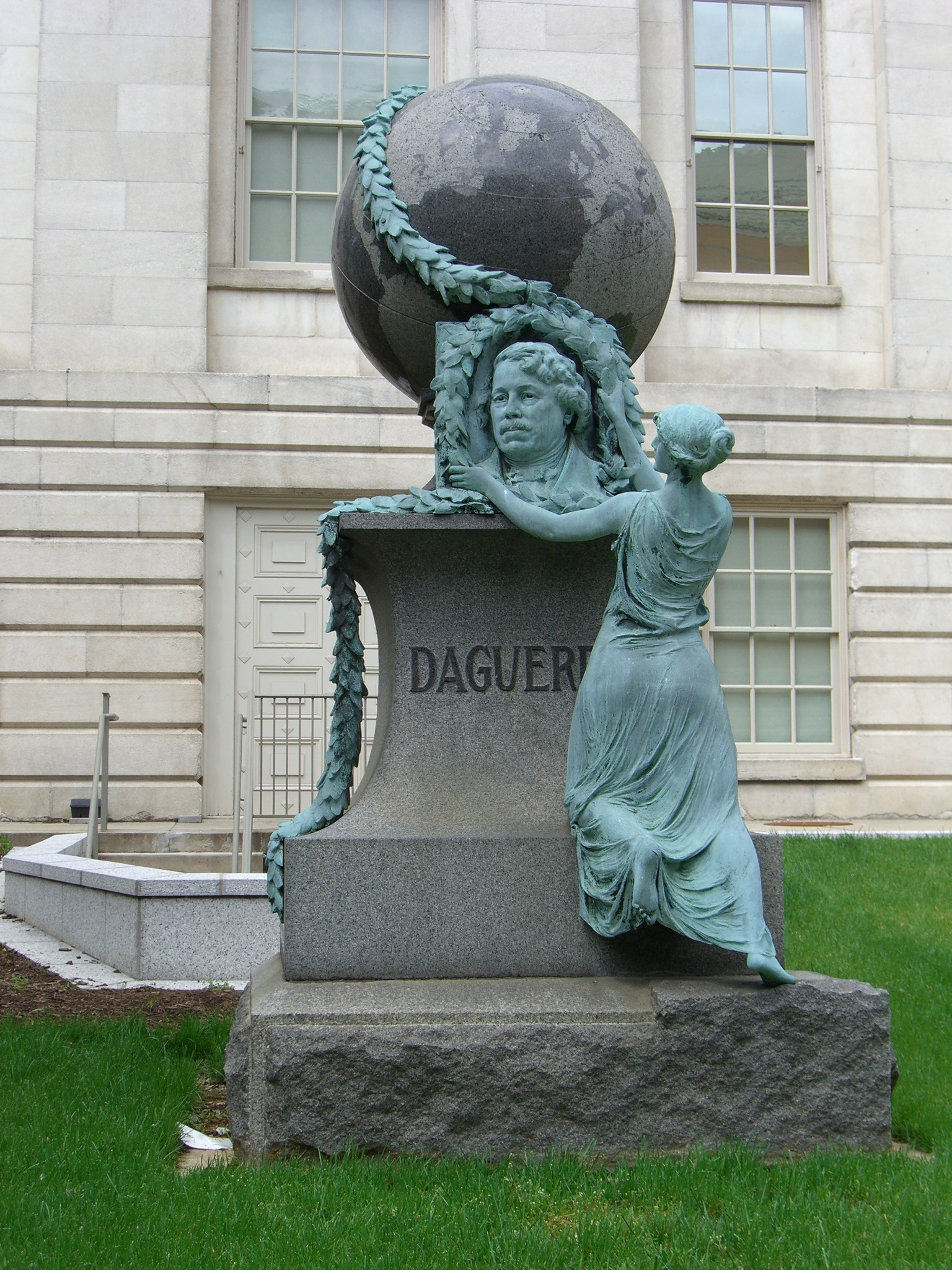
Socha ve Washingtonu, 1890
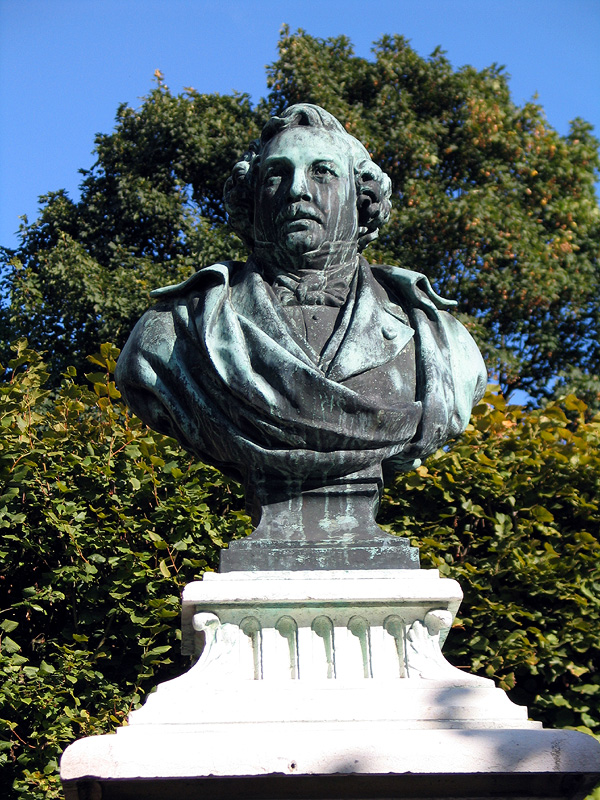
Daguerre v Cormeilles-en-Parisis
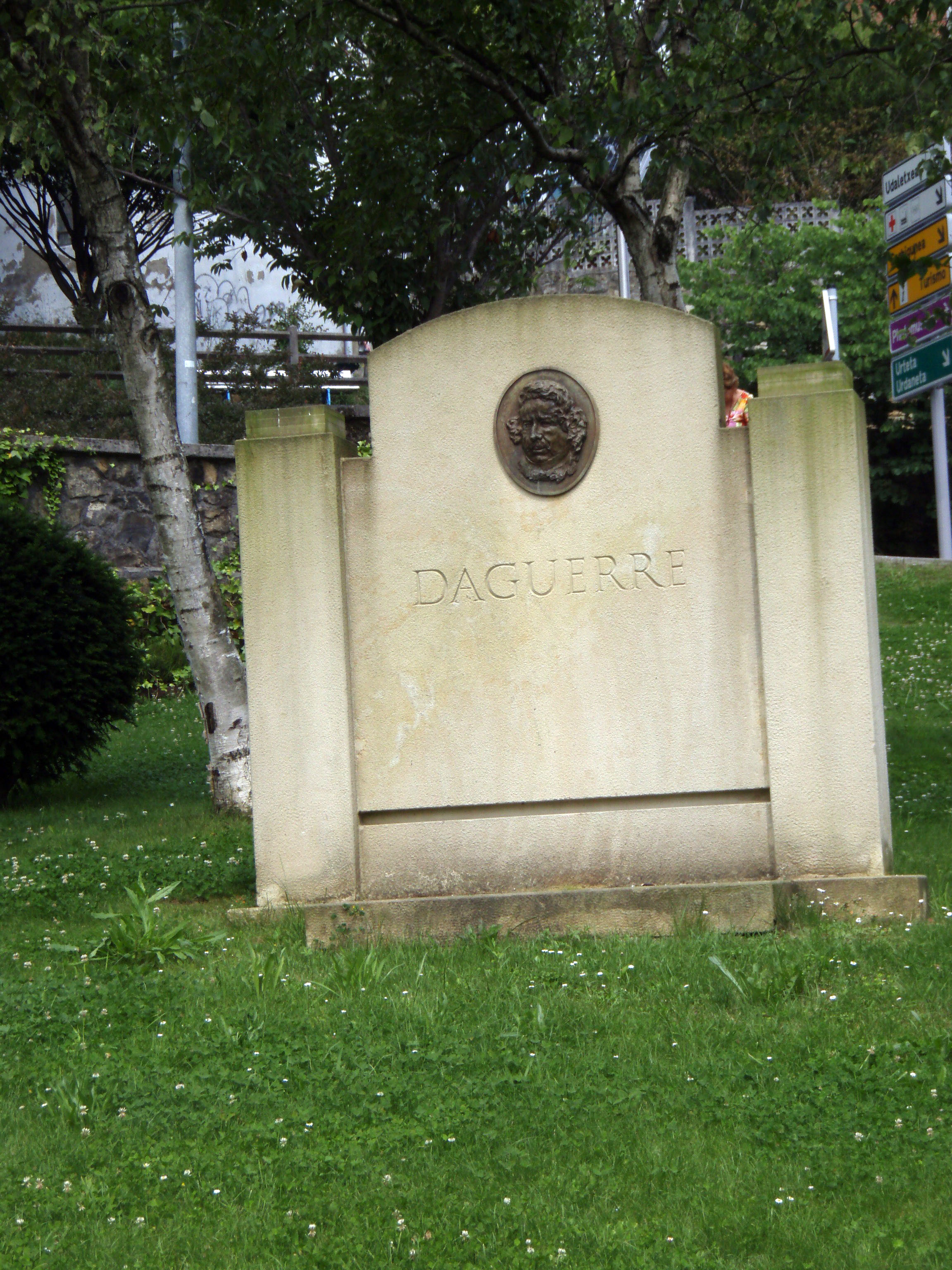
Daguerrův hrob v Bry-sur-Marne

## Galerie

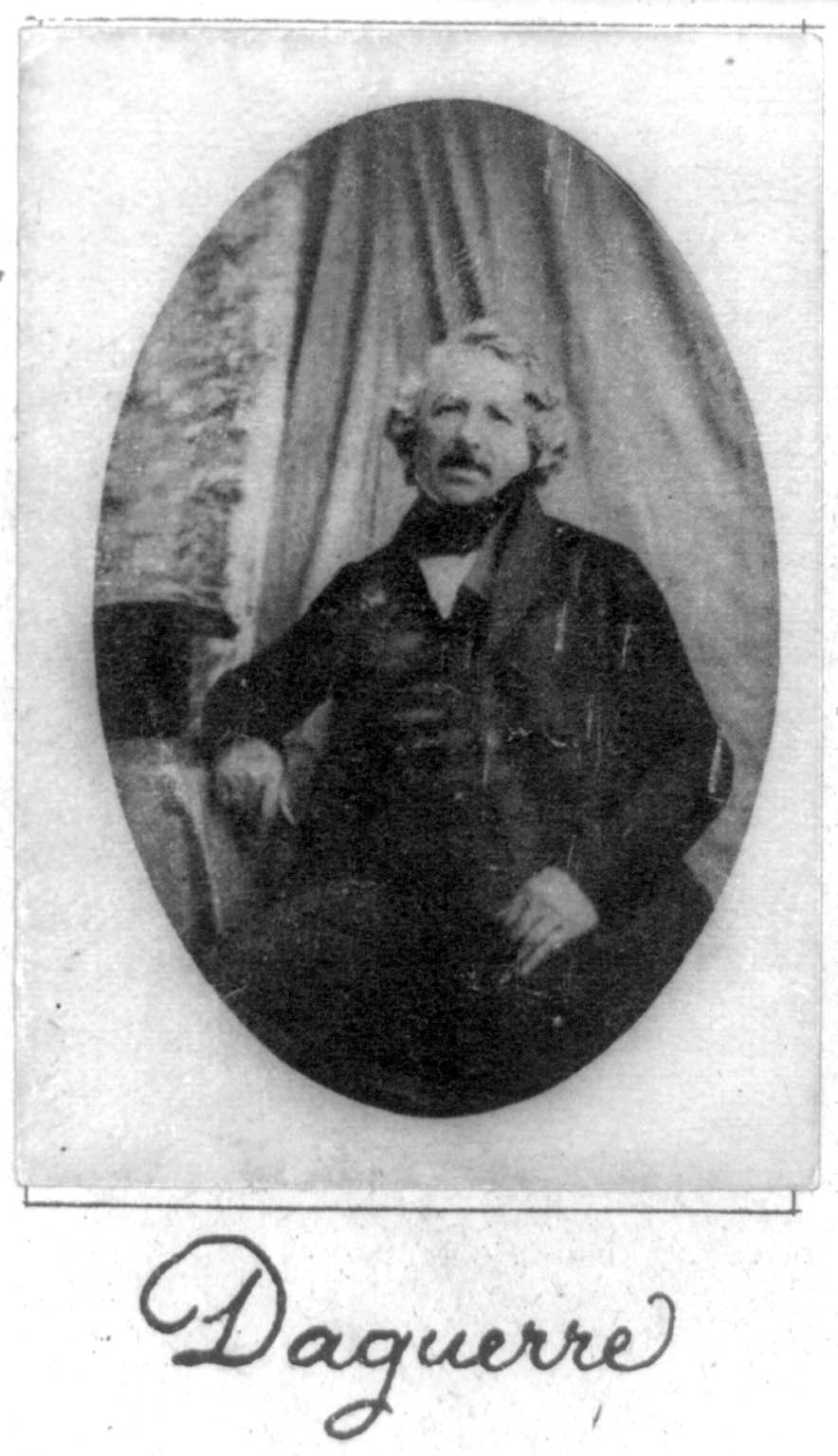
Daguerre
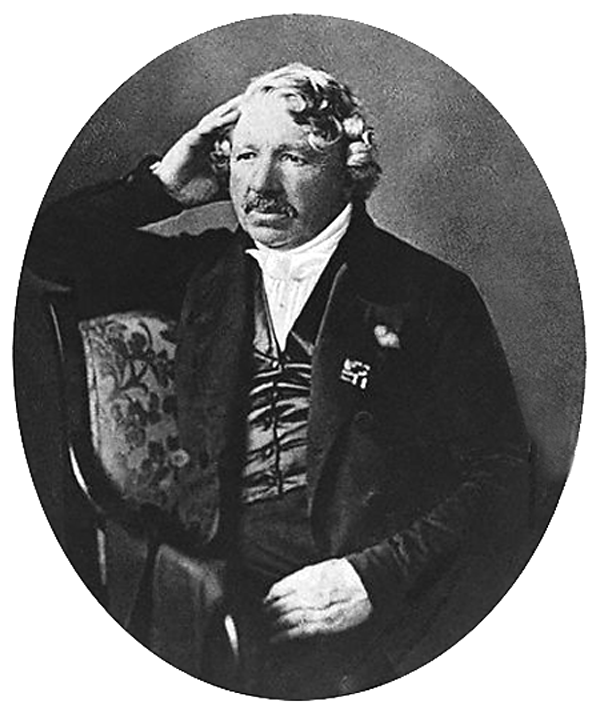
Daguerre v roce 1848
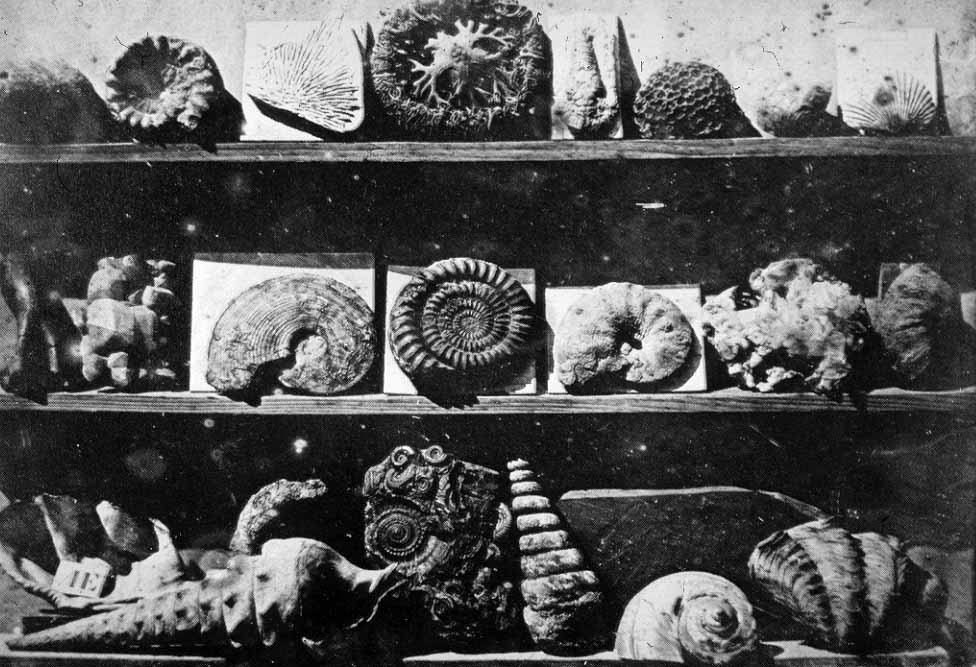
Mušle a fosílie, 1839
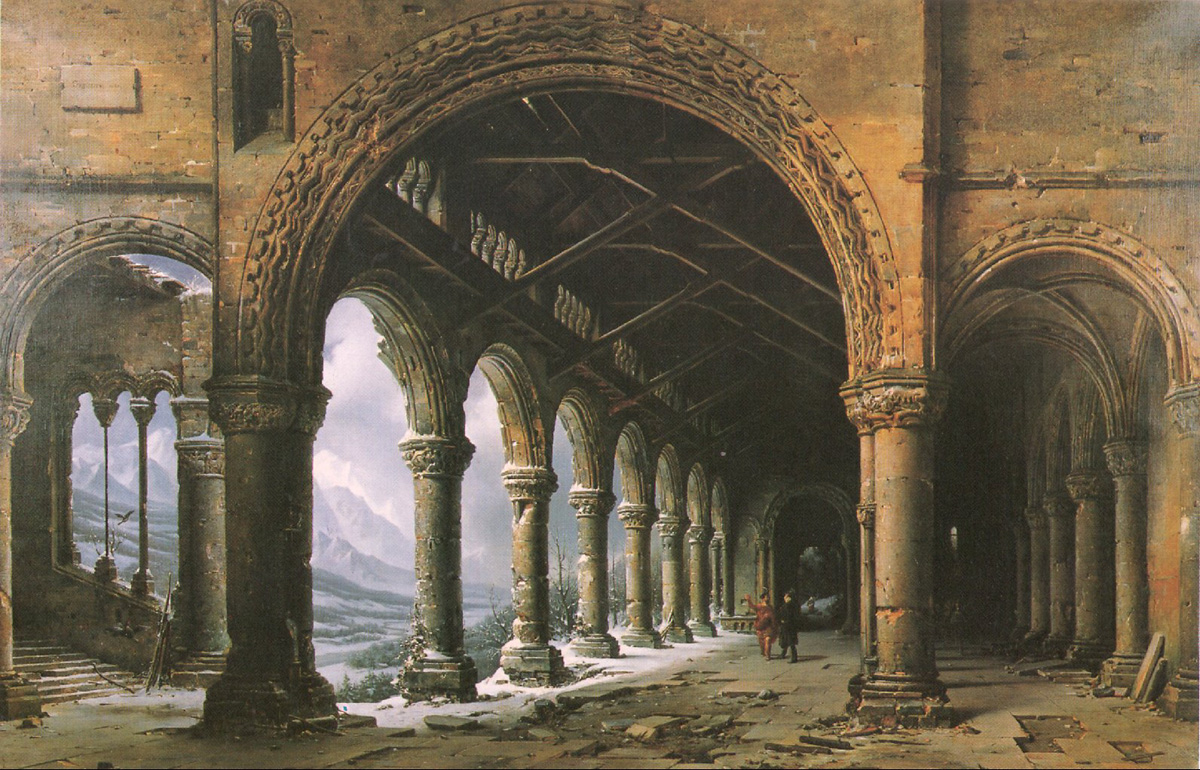
Trosky gotické katedrály, diorama